# 2495 Noviomagum
2495 Noviomagum (7071 P-L) là một tiểu hành tinh vành đai chính bên trong được phát hiện ngày 17 tháng 10 năm 1960 bởi Cornelis Johannes van Houten, Ingrid van Houten-Groeneveld và Tom Gehrels ở Đài thiên văn Palomar.